# 김대중 (1965년)
김대중(金大重, 1965년 10월 4일~)은 대한민국의 중화요리 음식 배달원 출신의 강사 겸 수필 작가이며 전직 정치인이다. 본관은 광산(光山)이다.

## 생애
그는 1997년과 1998년을 전후한 시기에 조태훈이라는 이름으로 고려대학교가 있는 서울특별시 성북구 안암동 지역에서 중국요리 음식점 배달원으로 일하는 동안 "번개 철가방"이라는 별명으로 알려지면서 1999년 신지식인으로 선정되었으나 주민등록이 말소된 상태에서 타인의 이름(조태훈)으로 활동한 사실이 알려져 2003년 7월 18일 경기도 안성에서 경찰에 체포되기도 했다. 석방된 이후에는 본명인 김대중으로 활동하고 있다.

## 주요 경력
- 학교폭력피해자가족협의회 자문위원(2006년)
- 국민중심당 당무위원 겸 선임자문위원(2007년)
- 국민중심당 탈당(2007년)